# 施帕内克
施帕内克是德国巴伐利亚州的一个市镇。总面积16.36平方公里，总人口1637人，其中男性770人，女性867人（2011年12月31日），人口密度100人/平方公里。